# Lampetis umbrosa
Lampetis umbrosa es una especie de escarabajo del género Lampetis, familia Buprestidae. Fue descrita científicamente por Fabricius en 1793.